# زوزو نبيل
زوزو نبيل  (6 يوليو 1918 - 3 مايو 1996)، ممثلة مصرية.

## عنها
بدأت رحلتها مع الفن بعد أن التحقت بفرقة مختار عثمان واستمرت معها ثم انتقلت إلى فرقة يوسف وهبي. أول أفلامها السينمائية كان فيلم الدكتور في عام 1937، كما أنها اشتهرت بتقديم دور الأم المنحرفة أو الزوجة القاسية أو العجوز المتصابية. كانت إحدى بدايتها السينمائية دور صديقة أم كلثوم وذلك في فيلم «سلامة» كما كررت نفس التجربة ولكن هذه المرة مع شادية في فيلم لحن الوفاء وآخر أفلام الفنانة الكبيرة كان فيلم المرأة والساطور حيث توفيت الفنانة زوزو نبيل قبل افتتاح الفيلم.
بجانب الفن شغلت العديد من المناصب، ففي الخمسينات عملت كرقيبة لمدة ثلاث سنوات في رقابة المصنفات الفنية بمصلحة الفنون كما تولّت إدارة المسرح الشعبي بوزارة الثقافة عام ّ1959، وبعدها عملت بمؤسسة المسرح بين عام 1962 إلى عام 1964، كذلك كانت تقوم بالتدريس لمادة الإلقاء بمعهد السينما مع الفنان عبد الوارث عسر وفي الثقافة الجماهيرية حتى وصلت لدرجه وكيل وزارة.
عادت زوزو نبيل إلى السينما في العام 1989 في فيلم المرشد مع الممثل محمود الجندي بعد انقطاع عن السينما لعقد من الزمان وقد قوبلت هذه الخطوة بارتياح وترحيب كبير من الوسط السينمائي.
نجحت في تقديم الأدوار المركبة والصعبة جعل مخرجين جيلها يضعونها على رأس قائمة اختياراتهم حتى أن المخرج حسن الإمام أشركها وحده في 12 فيلم من أفلامه كان أولها فيلم «أسرار الناس» كما أن الملفت للنظر أنها قدمت معظم أدوارها أمام الراحل محمود المليجي ومن أهم أعمالها «مصنع الزوجات»، «حب حتي العبادة»، «اعترافات زوجة»، «الخرساء».
كانت الفنانة الكبيرة تقول إن الفنان الحقيقي لا يعتزل إلا عندما يموت، ورفضت الاعتزال حتى عندما تقدم بها العمر، وعندما انتشرت شائعة اعتزالها التمثيل في العام 1989 وذلك لبلوغها سن الخامسة والسبعين قالت «أنا الآن في الخامسة والسبعين والتمثيل يجعلني على الأقل أصغر بعشر سنوات وإذا اعتزلت التمثيل سأكبر عشر سنوات فأكيد سأختار أن أُصبح في الخامسة والستين بدلا من الخامسة والثمانين»
كان آخر أفلامها هو الفيلم الكوميدي (رجلٌ مهمٌ جداُ) مع فاروق الفيشاوي ومعالي زايد، وذلك في عام 1996; حيث توفيت قبل عرض الفيلم بحوالي خمسة أشهر تقريباً.

## حياتها الأسرية
تزوجت مرتين، الزواج الأول عندما كانت صغيرة السن وتوفي زوجها الأول واسمه سامي عاشور بعد فترة قصيره من زواجهما ولها منه وحيدها نبيل الضابط في الجيش المصري، والذي استشهد في حرب أكتوبر 1973 ولها منه ثلاثة أحفاد. أما زوج زوزو نبيل الثاني فقد شغل منصب وكيل وزارة وبعد الزواج انتقل للعيش مع زوجته الأولى وأولاده إلى بيت الفنانة الكبيرة وزوجت زوزو ابنها الوحيد إلى ابنة زوجها من زوجته الأولى، توفي الزوج الثاني للراحلة الكبيرة زوزو نبيل في العام 1980 وكانت زوزو نبيل تخفي حقيقة عمرها في بدايه مسيرتها الفنية وعندما سألها أحد الصحفيين عن سنها في العام 1954 أجابت أنها لو حلفت على المصحف عن سنها لن يصدقّها أحد ف«مفيش داعي» حسب قولها وفي حينها كان ابنها نبيل ضابطا في الجيش المصري.
كانت الفنانة زوزو نبيل تتمتع بعلاقه صداقه رائعة مع ضرتها وكانت تتباهى بأنهما أكثر من شقيقتين حيث أن زوزو نبيل كانت تزور ضرتها باستمرار وتتصل بها لتطمئن عليها وعلى أحوالها واستمرت صداقتهما حتى النهاية.
عندما أرادت زوزو نبيل أن تصبح ممثلة وهي لا تزال صغيرة في السن وذلك لإحساسها بالموهبة، عارضتها والدتها بشدّة ومنعتها من التمثيل ولم توافق والدة زوزو نبيل على تصبح ابنتها ممثلة إلا بعد بكاء وتوسّلات عديدة وبعد أن أقسمت زوزو بأن تصبح مثال للشرف والاستقامة وهو قسم حافظت زوزو عليه حتى آخر أيام حياتها.

## الجوائز
حصلت على العديد من الجوائز منها جائزة التمثيل عن فيلم «أنا حرة» كما كُرّمت من مهرجان الإسكندرية السينمائي الدولي العام 1995، وأيضا من مهرجان الأفلام الروائية.
كما تم تكريمها من قبل مهرجان القاهرة السينمائي الدولي للعام 1996 ولكنها لم تستطع الحضور وذلك لمرضها في آخر أيامها وتسلّمت الجائزة بدلا عنها زوجة ابنها.

## الوفاة
توفيت في 3 مايو 1996 نتيجة التهاب رئوي حاد وعجز في القلب وذلك قبل عرض فيلمها الأخير (رجل مهم جداً) بحوالي 5 أشهر وبكى زوزو نبيل العديد من عشّاق فنها وشيّعت جنازتها في مسجد الحامدية الشاذلية بالمهندسين ودُفنت بمقابر 6 أكتوبر.

## أعمالها

### الأفلام
- 1938: ساعة التنفيذ
- 1939: سلفني 3 جنيه
- 1939: دنانير
- 1939: الدكتور
- 1940: قلب المرأة
- 1941: مصنع الزوجات
- 1941: عاصفة على الريف
- 1941: ألف ليلة وليلة
- 1942: رباب
- 1942: الشريد
- 1943: كليوباترا
- 1944: نور الدين والبحارة الثلاثة
- 1945: هذا جناه أبى
- 1945: ليلى بنت الفقراء
- 1945: سلامة
- 1945: أحلام الحب
- 1946: عواصف
- 1946: دايما في قلبي
- 1946: الخمسة جنيه
- 1947: لبناني في الجامعة
- 1947: كنز السعادة
- 1947: القناع الأحمر
- 1947: أحكام العرب
- 1948: الحب لا يموت
- 1948: الزناتي خليفة
- 1950: المظلومة
- 1951: ليلة غرام
- 1951: في الهوا سوا
- 1951: حكم القوي
- 1951: أنا بنت ناس
- 1951: الدنيا حلوة
- 1951: أسرار الناس
- 1952: من القلب للقلب
- 1952: زمن العجائب
- 1952: آمال
- 1953: في شرع مين
- 1953: غلطة العمر
- 1953: بين قلبين
- 1954: كدبة أبريل
- 1954: قلوب الناس
- 1954: اعترافات زوجة
- 1955: لحن الوفاء
- 1955: ضحكات القدر
- 1956: ربيع الحب
- 1957: وكر الملذات
- 1957: لواحظ
- 1957: المجد
- 1958: غلطة حبيبي
- 1958: بنت البادية
- 1959: سجن العذارى
- 1959: حب حتى العبادة
- 1959: أنا حرة
- 1961: لماذا أعيش
- 1961: حياتي هي الثمن
- 1961: الخرساء
- 1962: هذا الرجل أحبه
- 1962: سلوى في مهب الريح
- 1962: بين القصرين
- 1963: رابعة العدوية
- 1963: امرأة على الهامش
- 1964: بنت الحتة
- 1965: تنابلة السلطان
- 1966: جناب السفير
- 1967: جريمة في الحي الهادئ
- 1968: الست الناظرة
- 1975: المطلقات
- 1975: الجبان والحب
- 1978: امرأة بلا قلب
- 1987: الكماشة
- 1989: المرشد
- 1989: العميل رقم 13
- 1991: الهروب
- 1992: دسوقي أفندي في المصيف
- 1993: مستر كاراتيه
- 1994: يا تحب يا تقب
- 1994: ليه يا دنيا
- 1994: ليلة القتل
- 1996: رجل مهم جدا
- 1996: إنذار بالقتل
- 1996: المرأة والساطور

### المسلسلات
- 1962: لمن نحيا
- 1964: قلوب من نور
- 1964: بنت الحتة
- 1967: خامس الراشدين
- 1967: حلم نصف الليل
- 1967: الفلاح الفصيح
- 1967: الرجل ذو الوجه القبيح
- 1969: الرقم المجهول
- 1970: صابرين
- 1970: ناعسة
- 1973: مذكرات فتاة مجهولة
- 1975: الفتاة المجهولة
- 1976: فرصة العمر
- 1976: إني راحلة
- 1976: اللسان المر
- 1976: البوسطجي
- 1977: لقيطة
- 1977: الجريمة
- 1978: الليلة الموعودة
- 1978: الصقر الذهبي
- 1979: نفوس معذبة
- 1979: الصقر
- 1980: زينب والعرش
- 1980: الوهم والحقيقة
- 1982: ياسين وبهية
- 1982: الأب العادل
- 1982: أصابع الزمن
- 1983: نور الإسلام
- 1983: الحرملك
- 1983: أحلى من جدول الضرب
- 1984: هند والدكتور نعمان
- 1984: محمد رسول الله
- 1984: رحلة المليون
- 1984: جواري بلا قيود
- 1985: لا إله إلا الله
- 1985: ألف ليلة وليلة: عروس البحور
- 1986: مولد نجمة
- 1986: ملحمة الحب والرحيل
- 1986: غوايش
- 1986: بلاغ للنائب العام
- 1986: ألف ليلة وليلة: وردشان وماندو
- 1986: الأفيال
- 1987: رحلة في نفوس البشر
- 1987: بكيزة وزغلول
- 1987: ألف ليلة وليلة: كريمة وحليمة وفاطيمة
- 1987: الطبري
- 1987: الحب في حقيبة دبلوماسية
- 1987: أذكياء ولكن
- 1988: ثمار الشوك
- 1989: ليلة هروب
- 1989: بنات زينب
- 1989: ألف ليلة وليلة
- 1989: الزائرة
- 1990: عشاق لا يعرفون الحب
- 1990: عائلة الأستاذ شلش
- 1990: رأفت الهجان ج2
- 1990: ألف ليلة وليلة
- 1990: السبنسة
- 1991: مملوك في الحارة
- 1991: النوة
- 1991: اللعبة المجنونة
- 1992: ألف ليلة وليلة
- 1992: العرضحالجي
- 1992: السيرة العربية
- 1993: ذئاب الجبل
- 1993: دموع صاحبة الجلالة
- 1993: حكايات بنت بطوطة
- 1994: يوميات ونيس ج1
- 1994: هالة والدراويش
- 1994: سر الأرض
- 1994: السقوط في بئر سبع
- 1995: يوميات ونيس ج2
- 1995: على باب الوزير
- 1995: عظمة يا ست
- 1995: صباح الورد
- 1995: الوهم والسلاح
- 1995: ألف ليلة وليلة
- 1995: الستات ما يعملوش كده
- 1995: الزناتي خليفة
- 1996: يوميات ونيس ج3
- 1996: حواء والتفاحة
- 1996: حكايات مستر أيوب ومسز عنايات
- 1996: ألف ليلة وليلة
- 1996: الصبر في الملاحات

### المسرحيات
- 1962: زيارة المرأة العجوز
- 1963: العباسة
- 1990: الزلزال

### المسلسلات الإذاعية
- 1955: علي بابا والأربعين حرامي
- 1961: شخصيات تبحث عن مؤلف
- 1966: الخياطة
- 1992: لسان العصفور
- ألف ليلة وليلة

## وصلات خارجية
- زوزو نبيل على موقع IMDb (الإنجليزية)
- زوزو نبيل على موقع الدهليز
- زوزو نبيل على موقع قاعدة بيانات الأفلام العربية
- صفحة زوزو نبيل في قاعدة بيانات الأفلام العربية